# Une saison en enfer
Une Saison en Enfer (traduzido em livro em Portugal e no Brasil sob vários títulos: Uma Época no Inferno, Uma Temporada no Inferno ou ainda Uma Estação no Inferno) é um poema simbolista extenso escrito em 1873 pelo escritor francês Arthur Rimbaud. É o único trabalho que foi publicado pessoalmente por Rimbaud. O livro teve uma considerável influência em artistas e poetas posteriores, como por exemplo, os surrealistas.

## Edições em português
Em Portugal, de destacar as traduções bilingues de Mário Cesariny sob o título Uma época no inferno e na colectânea com as duas das obras do autor, Iluminações : uma cerveja no inferno, esta última já com 4 edições.
- Iluminações; Uma cerveja no inferno; trad., pref. e notas de Mário Cesariny ; com sete trad. plásticas das "Iluminações". Lisboa : Estúdios Cor, 1972.
- Uma estação no inferno. Rio de Janeiro : Ministério da Educação e Saúde, 1952.
- Uma época no inferno; trad. e pref. Mário Cesariny de Vasconcelos. Lisboa : Portugália, 1960.
- Iluminações; Uma cerveja no inferno; trad. Mário Cesariny. Lisboa : Assírio e Alvim, 1989. ISBN 972-37-0242-8.
- Iluminações; Uma cerveja no inferno; trad. Mário Cesariny. 2a ed. Lisboa : Assírio & Alvim, 1995.
- Iluminações: uma cerveja no inferno; trad. Mário Cesariny. 3a ed. Lisboa : Assírio & Alvim, 1999. ISBN 972-37-0242-8.
- Iluminações: uma cerveja no inferno; trad. Mário Cesariny. 4a ed. Lisboa : Assírio & Alvim, 2007. ISBN 978-972-37-0242-8.
- Uma temporada no inferno; trad. Margarida Gil Moreira ; pref. José Manuel de Vasconcelos. 1a ed. Lisboa : Ulmeiro, 1999. ISBN 972-706-299-7.